# Coquillettia numata
Coquillettia numata är en insektsart som beskrevs av Bliven 1962. Coquillettia numata ingår i släktet Coquillettia och familjen ängsskinnbaggar. Inga underarter finns listade i Catalogue of Life.